# غاري غرين
غاري غرين (بالإنجليزية: Gary Green)‏ هو لاعب كرة قاعدة أمريكي، ولد في 14 يناير 1962 في بيتسبرغ في الولايات المتحدة.

## وصلات خارجية
- غاري غرين على موقعبيزبول رفرنس.كوم (الدوري الرئيسي) (الإنجليزية)
- غاري غرين على موقعبيزبول رفرنس.كوم (الدوري الثانوي) (الإنجليزية)
- غاري غرين على موقع مشجعي الرسوم البيانية (الإنجليزية)
- غاري غرين على موقع أوليمبيديا (الإنجليزية)